# 森特維爾 (印地安納州)
森特城（英語：Centerville）是一個位於美國印地安納州韋恩縣的城鎮。

## 人口
根據2010年美國人口普查的數據，森特城的面積為9.11平方千米，當中陸地面積為9.05平方千米，而水域面積為0.06平方千米。當地共有人口2,552人，而人口密度為每平方千米280人。